# Seznam turških pisateljev
Seznam turških pisateljev.

## A
- Sait Faik Abasıyanık
- Halide Edip Adivar
- Adalet Ağaoğlu
- Çetin Altan

## B
- Oya Baydar

## E
- Bülent Ecevit
- Aslı Erdoğan
- Mehmet Âkif Ersoy
- Bedri Rahmi Eyüboğlu

## F
- Selçuk Füruzan

## H
- Ahmed Hikmet
- Nâzım Hikmet

## I
- Mehmet Murat İldan

## K
- Namık Kemal
- Yaşar Kemal (1923 - 2015)
- Yakup Kadri Karaosmanoğlu (1889 - 1974)
- Badie' Khayri
- Yalçın Küçük .......

## N
- Ali-Shir Nava'i
- Aziz Nesin

## P
- Orhan Pamuk

## S
- Elif Shafak
- Burhan Sönmez

## Š
- Abdullah Şevki
- İbrahim Şinasi

## T
- Haldun Taner
- Fatma Aliye Topuz

## U
- Halid Ziya Uşaklıgil

## Y
- Bekir Yıldız

## Z
- Mehmet Ziya Gökalp